# Gloria Marín
Gloria Ramos Luna (Ciudad de México, 19 de abril de 1919-Ciudad de México, 13 de abril de 1983), conocida como Gloria Marín, fue una actriz mexicana.

## Biografía y carrera
Gloria Ramos Luna nació el 19 de abril de 1919 en un hotel llamado san Francés, ubicado en Ciudad de México, siendo hija de Pedro Méndez y María Ramos Luna. Inició su carrera a los seis años de edad al lado de su madre, quien tenía una compañía de teatro. Trabajó en teatros y carpas de la ciudad, destacando por haberse presentado en  «El Salón Rojo», donde se la conocía como «la Precoz Glorina». Más tarde se presentó en «El Mayab» y en la carpa de la «Santa María La Ribera», donde Gloria Marín trabajó con Joaquín Pardavé.
Participó en la cinta Los millones de Chaflán. A los 15 años se casó con el oficial Arturo Vargas, un agente de tránsito. Fue nominada a un Premio Ariel, por su actuación en Si Adelita se fuera con otro. En 1942, alternó con Fernando Soler, en la película Qué hombre tan simpático. Fue esposa del actor Abel Salazar, con quien se casó en la Ciudad de México el 31 de mayo de 1958 y de quien se divorció en 1960.
Ganó dos Diosas de Plata por las películas, Mecánica nacional y Presagio. Marín también realizó trabajos para la televisión, protagonizando en telenovelas como La hiena y Hermanos Coraje. Su último papel notable fue el de «La Madre Superiora», en la telenovela Mundo de juguete.

### Muerte
El 13 de abril de 1983, Marín falleció en la Ciudad de México a los 63 años de edad, a causa de un paro cardiorrespiratorio irreversible no traumático, un edema agudo pulmonar no cardiogénico, y sepsis. Su cuerpo fue cremado en el Panteón de las Lomas, ubicado en Naucalpan de Juárez, Estado de México. El paradero final de sus cenizas es desconocido. Su acta de defunción menciona que se había divorciado de Jorge Negrete, aunque se dice que únicamente fueron pareja.

## Filmografía
- Cruz de olvido (1981)
- Al rojo vivo (1980)
- Honrarás a los tuyos (1979)
- El Coyote y la Bronca (1978)
- Acto de posesión (1977)
- Presagio (1974)
- Los perros de Dios (1973)
- El festín de la loba (1972)
- Mecánica nacional (1971)
- Una vez, un hombre (1970)
- Anita de Montemar (1969)
- Prohibido (1968)

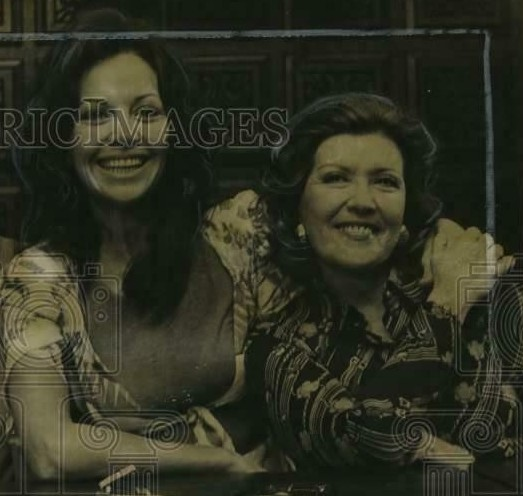
Marín junto a Isela Vega en 1975.

- El oficio más antiguo del mundo (1968)
- El criado malcriado (1968)
- La primera comunión (1967)
- Las visitaciones del diablo (1967)
- Bromas, S.A. (1966)
- La muerte es puntual (1965)
- La justicia del Coyote (1956)
- El caso de la mujer asesinadita (1955)
- Ley Fuga (1954)
- Nuevo amanecer (1954)
- Pecado mortal (1954)
- El fantasma se enamora (1953)
- Ni pobres ni ricos (1953)
- El derecho de nacer (1952)
- Siempre tuya (1951)
- Hay un niño en su futuro (1951)
- Un gallo en corral ajeno (1951)
- El sol sale para todos (1950)
- Mujer de medianoche (1949)
- Rincón brujo (1949)
- El pecado de quererte (1949)
- Si Adelita se fuera con otro (1948)
- La venenosa (1948)
- Bel Ami (El buen mozo/Historia de un canalla)(1947)
- La noche y tú (1946)
- En tiempos de la Inquisición (1946)
- El socio (1945)
- Hasta que perdió Jalisco (1945)
- Canaima (1945)
- Crepúsculo (1945)
- Así son ellas (1944)
- Una mujer que no miente (1944)
- Alma de bronce (1943)
- Una carta de amor (1943)
- Que lindo es Michoacán (1943)
- La posada sangrienta (1943) (1943)
- Tentación (1943)
- El jorobado (Enrique de Lagardere) (1943)
- ¡Qué hombre tan simpático! (1943)
- La virgen que forjó una patria (1942)
- Historia de un gran amor (1942)
- El que tenga un amor (1942)
- Seda, sangre y sol (1941)
- El conde de Montecristo (1941)
- La gallina clueca (1941)
- La posada sangrienta (1941)
- El gendarme desconocido (1941)
- ¡Ay Jalisco, no te rajes! (1941)
- Amor chinaco (1941)
- El rápido de las 9:15 (1941)
- Cuando los hijos se van (1941)
- Cantinflas ruletero (1940; cortometraje publicitario)
- El jefe máximo (1940)
- Jengibre contra dinamita (1939; cortometraje publicitario)
- Los apuros de Narciso (1939)
- Odio (1939)
- El muerto murió (1939)
- Cada loco con su tema (1938)
- La casa del ogro (1938)
- La tía de las muchachas (1938)
- Los millones de Chaflán (1938)